# マトチキン海峡

マトチキン海峡

マトチキン海峡（マトチキンかいきょう、ロシア語：Маточкин Шар、英語：Matochkin Strait）はノヴァヤゼムリャの北島と南島を隔てる海峡。東のカラ海と西のバレンツ海を結ぶ。海岸は切り立った断崖である。長さは約100km。もっとも狭いところの幅は約600m。一年の大半は氷で覆われている。

## 歴史
1961年にマトチキン海峡周辺、ミチュシカ湾で水素爆弾「ツァーリ・ボンバ」が爆発する事件が起こった。
1963年から1990年の間に、ラザレフ連峰の下の無数のトンネルや地下土坑で核実験が39回実施された。2000年以降、ロシア連邦政府は実験地を再稼働させ旧土坑を拡張する工事を開始。その後、毎年夏期には小規模の水素核実験を繰り返した。2004年にロスアトムは爆弾レベルのプルトニウム100gまでの小規模水素核実験を繰り返したと報告されている。